# Hakiulus zakiwanus
Hakiulus zakiwanus är en mångfotingart som först beskrevs av Chamberlin 1910.  Hakiulus zakiwanus ingår i släktet Hakiulus och familjen Parajulidae. Inga underarter finns listade i Catalogue of Life.